# The Malibu Sessions
The Malibu Sessions là album phòng thu thứ sáu của nữ ca sĩ người Mỹ Colbie Caillat. Album được phát hành ngày 7 tháng 10 năm 2016 bởi hãng đĩa thu âm độc lập của chính cô, PlummyLou Records. Đĩa đơn mở đầu là "Goldmine", phát hành ngày 20 tháng 7 năm 2016.

## Danh sách bài hát
| STT | Nhan đề                     | Sáng tác                                               | Thời lượng |
| --- | --------------------------- | ------------------------------------------------------ | ---------- |
| 1.  | "Gypsy Heart"               | Colbie Caillat Jason Reeves Mikal Blue                 | 4:41       |
| 2.  | "Goldmine"                  | Caillat Reeves Kara DioGuardi Taylor Berrett           | 3:25       |
| 3.  | "Cruisin'"                  | Caillat Reeves Danielle Leverett Reeves Morgan Caillat | 3:22       |
| 4.  | "Like Tomorrow Never Comes" | Caillat Toby Gad                                       | 3:34       |
| 5.  | "Only You"                  | Caillat Reeves Rune Westberg                           | 3:16       |
| 6.  | "Good Thing"                | Caillat Reeves John Shanks                             | 3:52       |
| 7.  | "Runnin'"                   | Caillat Justin Young                                   | 3:40       |
| 8.  | "Never Got Away"            | Caillat Westberg Reeves                                | 3:37       |
| 9.  | "Don't Wanna Love You"      | Caillat Reeves Gad                                     | 4:04       |
| 10. | "In Love Again"             | Caillat Reeves Dioguardi                               | 3:30       |
| 11. | "Now"                       | Caillat Reeves Blue                                    | 5:13       |

## Xếp hạng
| Bảng xếp hạng (2016)       | Vị trí cao nhất |
| -------------------------- | --------------- |
| Album Hoa Kỳ Billboard 200 | 35              |